# Canthare en verre bleu de Cologne
Le canthare en verre bleu de Cologne est une coupe en verre bleu datant du milieu du Ier siècle, découverte à Cologne, Allemagne. 
Un canthare est un gobelet destinée à la consommation du vin.

## Description
Ce vase est en verre bleu soufflé. Il est en forme de cloche à lèvres moulurées. Un anneau forme la transition entre le gobelet et le pied. Deux hautes anses sont reconstituées au-delà des attaches. La paroi est décorée de petits cylindres de verre opaque qui ont été appliqués à chaud et non incorporés à la surface. Ce décor est rare : d'autres récipients au décor semblable permettent de dater cet objet des règnes de Tibère à Néron

## Provenance
Le canthare a été découvert à Cologne, Allemagne, Bonner Strasse, dans la seconde moitié du XIXe siècle. Acquis en 1915 par le département des Antiquités romaines du Wallraf-Richartz Museum, il est conservé dans la collection de verreries romaines du Musée romain-germanique (Römisch-Germanisches Museum) à Cologne.

## Analyse
Il est probable que les ateliers des verriers d'Italie du Nord produisaient ce type de gobelets. Ils étaient exportés dans les provinces du Nord-Ouest de l'Empire romain. 

## Expositions
- Exposition Claude, un empereur au destin singulier, du 1er décembre 2018 au 4 mars 2019 au Musée des Beaux-Arts de Lyon[1].